# Aphilopota subalbata
Aphilopota subalbata är en fjärilsart som beskrevs av W. Warren 1905. Aphilopota subalbata ingår i släktet Aphilopota och familjen mätare. Inga underarter finns listade i Catalogue of Life.